# SUMMER SONIC
SUMMER SONIC是日本大型音樂節，一般於每年8月在东京（幕張新都心）和大阪举行，由CREATIVEMAN PRODUCTIONS負責企劃及營運。

## 特色
- 为与主打户外的富士摇滚音乐节有所区别，SUMMER SONIC演出场地定于靠近市中心、交通方便的场馆，被称为「當日來回、輕鬆出發」的「都市型夏季音樂節」[2]。
- SUMMER SONIC初期以摇滚乐为核心，现以扩大到流行、嘻哈、节奏蓝调、电子舞曲等多元化音乐流派。
- SUMMER SONIC门票收入占总体收入的70％至80％，剩下的20％至30％则来源于赞助商、电视台的播放版权、衍生品以及商店。
- SUMMER SONIC拥有严格的“超时罚款”条例，一旦演出时间超过预定，演出者就被会罚款1000美元[3]。

## 历史
SUMMER SONIC始于2000年，由日本音乐公司CREATIVEMAN PRODUCTIONS创始人清水直树创办，采用英国Reading and Leeds Festivals形式，首次将“巡回型音乐节”概念引入日本，参演者在日本关东、关西两地巡回演出，分为东京会场（山梨县富士急乐园）和大阪会场（大阪WTC露天体育场）举行，在综合考虑交通、市场规模等因素下，2001年起则固定于东京（千叶县）和大阪举行。
2002年，音乐节由最初两舞台制扩大至三舞台制（东京Factory Stage、大阪New Stage）。
2003年是SUMMER SONIC里程碑式的一年，音乐节门票首次售罄，扩大至四舞台制，Sonic/Factory Stage更设置为面对面的双舞台。著名乐队Radiohead献唱名曲《Creep》，被称为历年SUMMER SONIC最经典的环节之一。
2004年，扩大至五舞台制，标志性的“海洋、音速、山岳、沙滩、巨石（后为太平洋）”五大舞台开始确立。2005年起，开始为各种音乐流派设置不同的分舞台，如电音帐篷、都市音乐/舞曲舞台等。
2007年，SUMMER SONIC动员人数突破20万人次，Arctic Monkeys成为SUMMER SONIC最年轻及年资最短的压轴主打音乐人。
2009年，为庆祝SUMMER SONIC十周年纪念，音乐节破天荒延长至三天，近180组艺人参演，阵容为历届之最。
2017年，SUMMER SONIC首次走出日本，以“夏日超音速”音乐节名义在中国上海设置分会场。
2020年，因2019冠状病毒病疫情爆发，当年的SUMMER SONIC被取消，以9月举办的限定音乐节SUPERSONIC取代。

## 举办地
| 年份       | 东京会场                 | 大阪会场                                        |
| ---------- | ------------------------ | ----------------------------------------------- |
| 2000       | 山梨县富士急乐园         | 大阪WTC露天体育场                               |
| 2001       | ZOZO海洋球場、幕張展覽館 | 大阪WTC露天体育场、INTEX大阪                    |
| 2002-2006  | ZOZO海洋球場、幕張展覽館 | 大阪WTC露天体育场、INTEX大阪、大阪Zepp          |
| 2007-2023  | ZOZO海洋球場、幕張展覽館 | 舞洲SPORTS ISLAND（使用「舞洲SONIC PARK」名義） |
| 2024年至今 | ZOZO海洋球場、幕張展覽館 | 萬博紀念公園                                    |

## 主要舞台
- Marine Stage（海洋舞台）：主舞台
- Sonic Stage（音速舞台）：
- Mountain Stage（山岳舞台）：
- Beach Stage（沙滩舞台）：
- Pacific Stage（太平洋舞台）：前称Island Stage（岛屿舞台），以亚太地区歌手演出为主打。

## 出演者列表

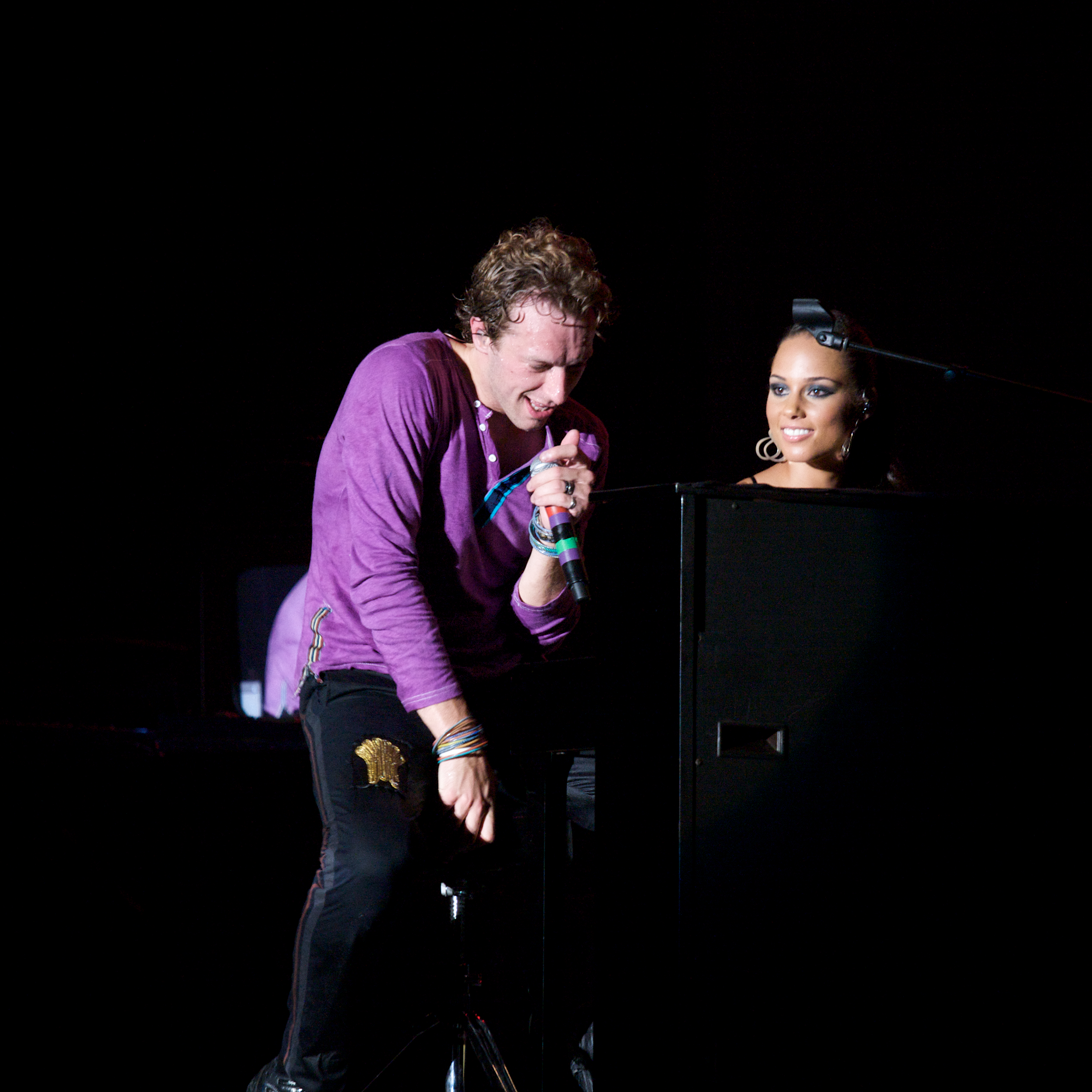
Coldplay的Chris Martin（左）與Alicia Keys（2008年東京會場）

|  | 此列表不完整，欢迎您扩充内容。 |

|  | 此列表不完整，欢迎您扩充内容。 |

|  | 此列表不完整，欢迎您扩充内容。 |

## 腳註

### 出典
1. 1 2  INFO > OSAKA （页面存档备份，存于），SUMMER SONIC 2024
2. ↑  . 千葉日報（日语：千葉日報）オンライン. 2014-08-10  [2020-07-12]. （原始内容存档于2018-09-01）.
3. ↑  . www.yicai.com.   [2022-06-04]. （原始内容存档于2022-07-23）.
4. ↑  . SUMMER SONIC.   [2022-06-04]. （原始内容存档于2014-06-26） （日语）.
5. ↑  网易. . www.163.com. 2017-06-15  [2022-06-04]. （原始内容存档于2022-07-23）.
6. ↑  新浪娱乐. . ent.sina.com.cn. 2017-08-07  [2022-06-04]. （原始内容存档于2022-06-04）.
7. ↑  Parker, Esme. . OTAQUEST. 2020-06-30  [2022-06-04]. （原始内容存档于2022-07-23） （美国英语）.
8. 1 2  . SUMMER SONIC.   [2024-10-14]. （原始内容存档于2025-01-26）.
9. ↑  . SUMMER SONIC 2019. CREATIVEMAN PRODUCTIONS. 2019-07-24  [2020-07-14]. （原始内容存档于2020-04-01）.

## 外部連結
- SUMMER SONIC （页面存档备份，存于）
- SUPERSONIC 2020 （页面存档备份，存于）
  - ssonic_staff的X（前Twitter）
  - Summer Sonic的Facebook專頁
  - SUMMER SONIC的Instagram帳戶
  - YouTube上的summersonic頻道
- CREATIVEMAN PRODUCTIONS （页面存档备份，存于）